# Sebadal de San Andrés
Sebadal de San Andrés este o arie protejată (arie specială de conservare — SAC, sit de importanță comunitară — SCI) din Spania întinsă pe o suprafață de 582,79 ha, integral marine.

## Localizare
Centrul sitului Sebadal de San Andrés este situat la coordonatele 28°29′46″N 16°11′24″W / 28.496°N 16.1901°V.

## Înființare
Situl Sebadal de San Andrés a fost declarat sit de importanță comunitară în octombrie 1999 pentru a proteja 3 specii de animale. Situl a fost protejat și ca arie specială de conservare în septembrie 2011.

## Biodiversitate
Situată în ecoregiunile  și marină macaroneziană, aria protejată conține 2 habitate naturale: Recifuri, Bancuri de nisip acoperite în permanență slab de apă marină.
La baza desemnării sitului se află mai multe specii protejate:
- mamifere (1): delfin mare (Tursiops truncatus)
- reptile (2): Caretta caretta, Chelonia mydas

Pe lângă speciile protejate, pe teritoriul sitului au mai fost identificate 5 specii de plante, 2 specii de mamifere, 6 specii de nevertebrate, 4 specii de pești.